# 陳錫嘏
陳錫嘏（1634年—1687年），字介眉，號怡庭，浙江鄞縣人。清朝學者、政治人物。

## 生平
生於明崇禎七年，康熙十四年（1675年）中式乙卯科浙江鄉試解元。康熙十五年（1676年）丙辰科進士，官翰林院編修。以經學聞名。以父老告歸，康熙二十六年（1687年）卒，年五十四歲。
著有《兼山堂集》八卷，凡文六卷，詩二卷。

## 延伸阅读
[在维基数据编辑]
 《清史稿·卷493》，出自趙爾巽《清史稿》